# Estação Ferroviária de Póvoa de Varzim

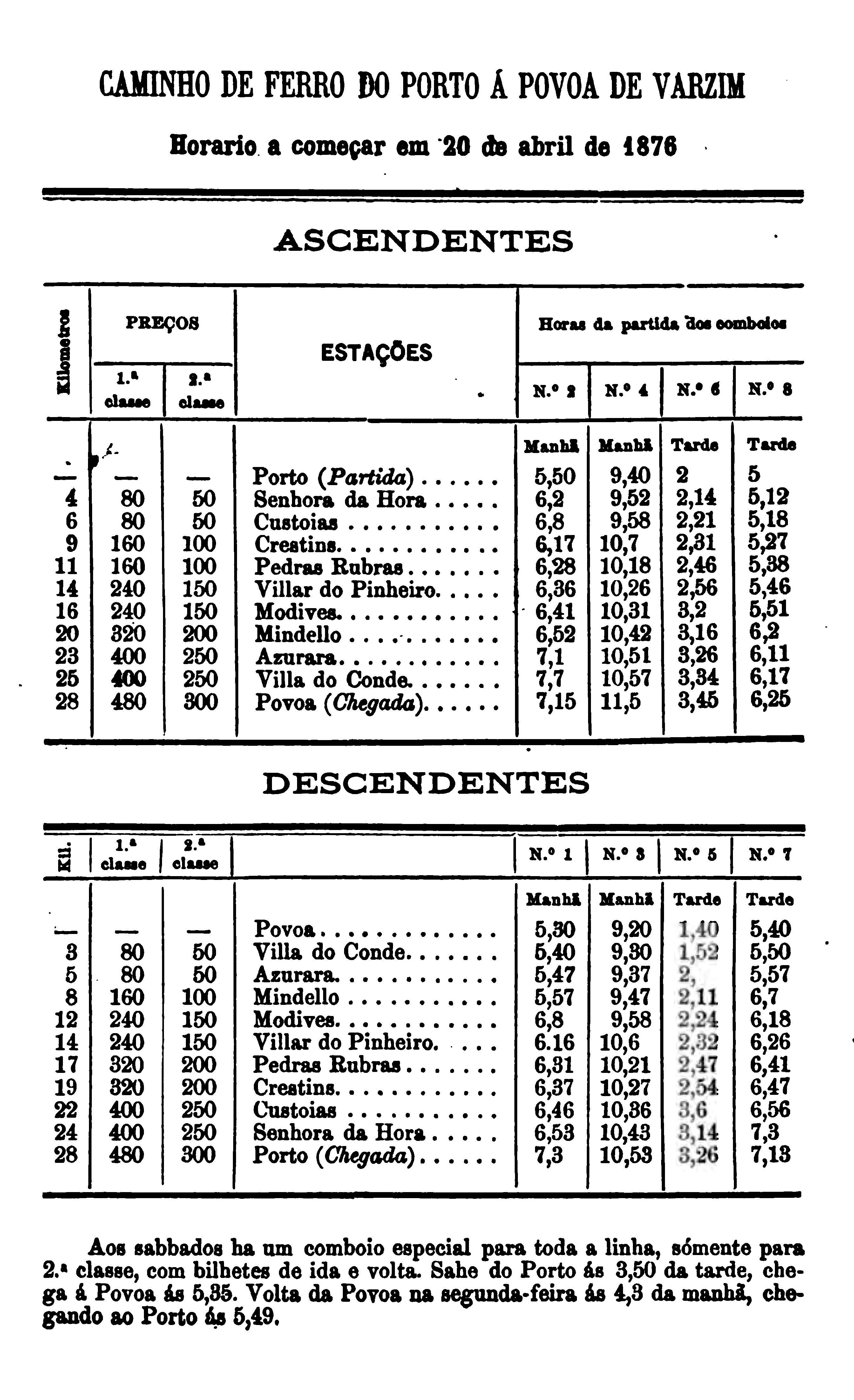
Horário de 1876 dos comboios entre o Porto (Boavista) e Póvoa de Varzim. Esta gare aparece com a grafia original "Povoa".

A Estação Ferroviária de Póvoa de Varzim, primitivamente conhecida apenas como Póvoa (grafado "Povoa"), é uma interface ferroviária desactivada da Linha do Porto à Póvoa e Famalicão, que servia a localidade de Póvoa de Varzim, no Distrito do Porto, em Portugal. Foi inaugurada em 1 de Outubro de 1875. Desde 2002, as antigas dependências desta gare estão integradas na Estação Póvoa de Varzim, do Metro do Porto.

## Descrição
O edifício de passageiros situa-se do lado poente da via. Além da povoação em si, a estação também servia os banhistas da praia da Póvoa de Varzim.

## História

### Primeiros planos
Na Década de 1870, o Conde de Réus apresentou um dos primeiros planos para um caminho de ferro entre o Porto e a Galiza, que passava Travagem, São Romão do Coronado, Vila do Conde, Póvoa de Varzim, Viana do Castelo e Caminha. Porém, este empreendimento não chegou a avançar, e a Linha do Minho foi depois construída pelo estado, com um traçado pelo interior entre o Porto e Viana do Castelo.

### Planeamento e inauguração
Em 1873 foi autorizada a construção de uma linha de via estreita entre a Póvoa de Varzim e a zona da Boavista, na cidade do Porto. Esta linha foi inaugurada em 1 de Outubro de 1875, pela Companhia do Caminho de Ferro do Porto à Póvoa, utilizando uma bitola de via de 900 mm. o lanço seguinte, até Fontainhas, entrou ao serviço em 7 de Agosto de 1878, tendo a linha sido concluída com a chegada a Famalicão, em 12 de Junho de 1881.

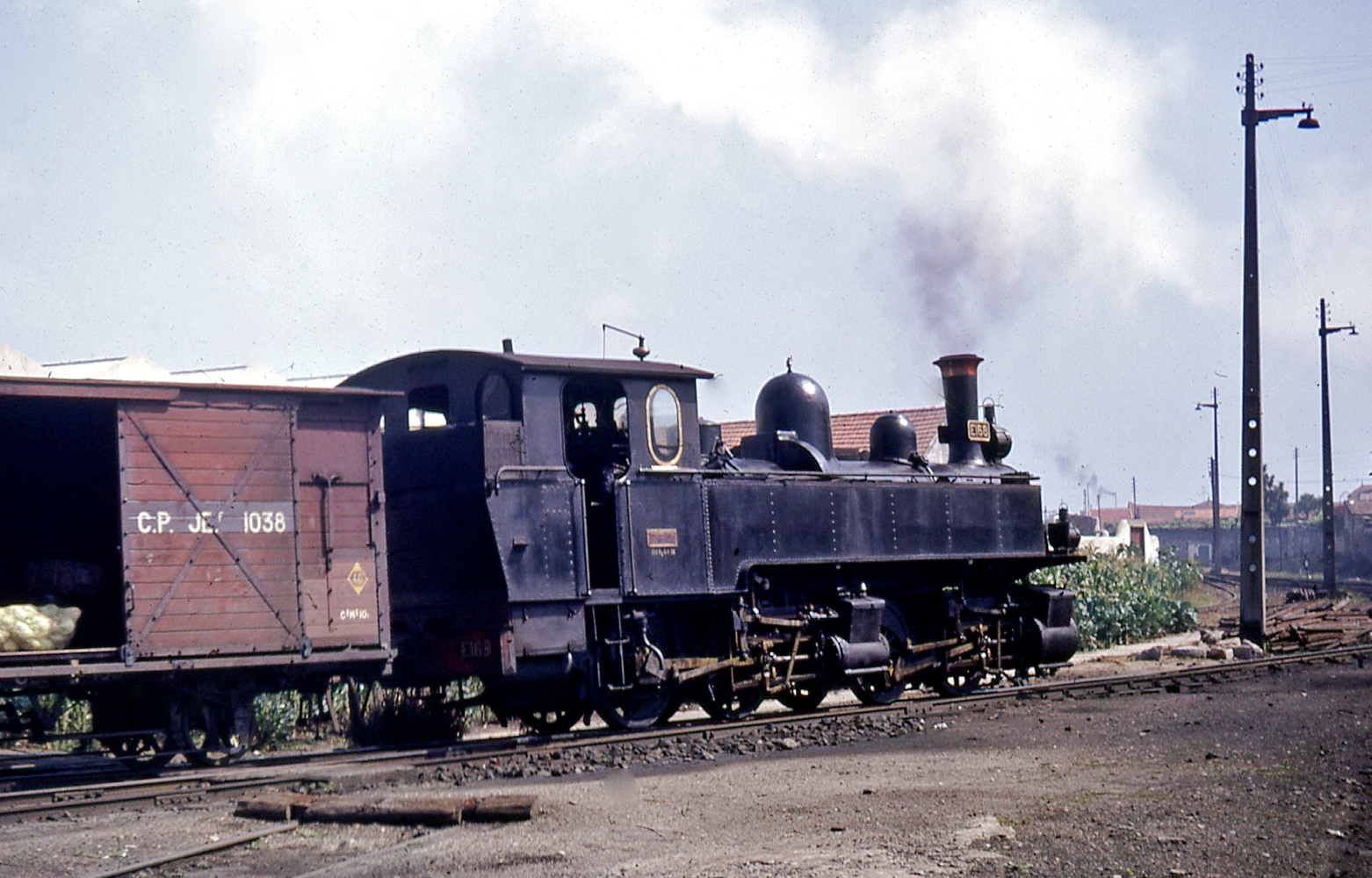
Locomotiva da série E161-E170 (em uso desde 1905) na Estação de Póvoa de Varzim, em foto de 1970.

### Décadas de 1910 e 1920
Em 1913, a estação de Póvoa de Varzim era servida por carreiras de diligências até às localidades de A Ver-o-Mar, Navais, Estela, Contriz, Fão, Esposende e Viana do Castelo, e de carros americanos até Vila do Conde.
Em 14 de Janeiro de 1927, a Companhia da Póvoa foi fundida com a Companhia do Caminho de Ferro de Guimarães, formando a Companhia dos Caminhos de Ferro do Norte de Portugal. Como parte do acordo para a fusão entre as duas companhias, foi alargada a Linha do Porto à Póvoa para bitola métrica, obra que foi concluída no mesmo ano. Após a formação da Companhia dos Caminhos de Ferro do Norte de Portugal, foi ordenada a elaboração de um plano para a modificação da estação de Póvoa de Varzim, para acomodar tanto um futuro prolongamento da Linha da Póvoa até Fão como uma ligação ao porto de pesca da Póvoa de Varzim. Porém, as obras não chegou a ter início, devido a vários problemas posteriores.

### Décadas de 1940 e 1950
Em 1 de Janeiro de 1947, a Companhia do Norte foi integrada na Companhia dos Caminhos de Ferro Portugueses. Em 17 de Agosto de 1948, a Companhia realizou um comboio especial entre a Trindade e a Póvoa de Varzim, com o fim de experimentar 4 carruagens e um furgão que tinham sido recentemente modernizados. Em 4 de Janeiro de 1950, a Companhia criou uma zona de tranvias entre Famalicão e a Póvoa de Varzim, de forma a combater a crescente concorrência do transporte rodoviário naquela região.

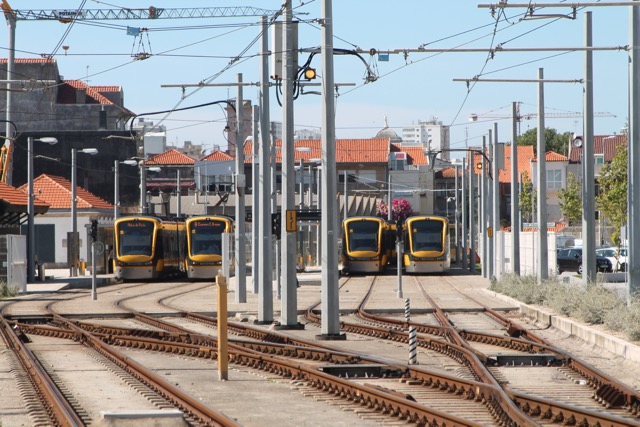
Estação da Póvoa de Varzim do Metro do Porto, em 2012.

### Encerramento e substituição pelo Metro do Porto
Em 28 de Abril de 2001, foi encerrado o primeiro troço da Linha da Póvoa para a adaptação ao Metro do Porto, desde a Porto-Trindade até à Senhora da Hora. Nesta altura, previa-se que o troço seguinte, até à Póvoa de Varzim, fosse desactivado em Novembro de 2002, e substituído por autocarros até à conclusão das obras do Metro do Porto. A Linha da Póvoa foi encerrada em 2002.